# مدل رنگی سی‌ام‌وای‌کی

سه نمونه از ترام رنگی مدرن به همراه مدل رنگی سی‌ام‌وای‌کی مجزا. از چپ به راست: * فیروزه‌ای (آبی دریایی) با بزرگی نقاط متفاوت * سرخابی با بزرگی نقاط متفاوت * زرد با بزرگی نقاط متفاوت * سیاه با بزرگی نقاط متفاوت * الگوهای ترکیب ترام‌ها * الگوی رنگی حاصله که چشمان انسان در فاصل معین رویت می‌کند که سه رنگ جدید هستند.

مدل رنگ سی‌ام‌وای‌کی (به انگلیسی: CMYK color model)، مخفف چهار رنگ Cyan (فیروزه‌ای)، Magenta (سرخابی)، Yellow (زرد) و Key (سیاه) است که بیشتر با نام سی‌ام‌وای‌کی شناخته می‌شود و بر خلاف مدل رنگی آرجی‌بی که برای کارهای نمایشی یا مانیتوری استفاده می‌شود این مدل رنگی برای کارهای چاپی استفاده می‌شود.